# Crasna (rivière)
Pour les articles homonymes, voir Crasna.
La Crasna (en hongrois Kraszna), est une rivière du nord-ouest de la Roumanie et du nord-est de la Hongrie, affluent de la Tisza.

## Géographie
La Crasna prend sa source en Transylvanie, dans les monts Meseș (qui font partie des monts Apucènes dans les Carpates occidentales roumaines) près du village de Cizer. Elle traverse les judets de Sălaj et de Satu Mare et le comitat hongrois de Szabolcs-Szatmár-Bereg avant de se jeter dans la Tisza à Vásárosnamény à une altitude de 106 m.
Son cours de 193 km au total est partagé entre la Roumanie pour 147 km et la Hongrie pour 46 km. Un de ses principaux affluents de la rive droite est la rivière Zalău qui arrose la ville de Zalău.
Dans le județ de Sălaj, elle traverse successivement les communes de :
- Cizer
- Horoatu Crasnei
- Crasna
- Pericei
- Șimleu Silvaniei
- Măeriște
- Sărmășag
- Bobota

Dans le județ de Satu Mare, elle traverse les communes de :
- Supur
- Acâș
- Craidorolț
- Moftin
- Căpleni
- Cămin
- Berveni où elle pénètre en territoire hongrois.

Elle coule sur le territoire des villes de Șimleu Silvaniei en Roumanie, Nagyecsed et Mátészalka en Hongrie.